# Typosyllis rockinghamensis
Typosyllis rockinghamensis är en ringmaskart som beskrevs av Hartmann-Schröder 1983. Typosyllis rockinghamensis ingår i släktet Typosyllis och familjen Syllidae. Inga underarter finns listade i Catalogue of Life.